# Buchland
Buchland (englisch Bookland) ist ein Kunstwort für eine spezielle Bedeutung der ersten drei Ziffern einer 13-stelligen Global Trade Item Number (GTIN) bzw. EAN.
Die 13-stellige GTIN (früher: „EAN“) eines Buches, die identisch mit der 13-stelligen ISBN ist, wird auch „Buchland-GTIN“ bzw. „Bookland-EAN“ genannt, da eine GTIN/EAN gewöhnlich mit dem Registrierungsland des Artikels beginnt.
Bei allen Büchern sind diese drei Ziffern 978 oder 979, unabhängig vom Erscheinungsort. Daher spricht man davon, dass diese Artikel im Land der Bücher bzw. Buchland registriert wurden. Erst auf diese ersten drei Ziffern der ISB-Nummer 13 folgt eine ISBN-Gruppennummer (1 bis 5 Ziffern), die den Herausgabeort bzw. den Sprachraum des Buches näher spezifizieren.
Die Ziffernkombination 979 wird erst seit dem 1. Januar 2007 vergeben.  Hintergrund hierfür ist der nahezu vollständig ausgereizte Zahlenbereich der bisherigen 10-stelligen ISBN (mittlerweile ISBN 10 genannt). Die mit 979 beginnenden 13-stelligen ISBN (ISBN 13 bzw. EAN-13) können im Gegensatz zu den mit 978 beginnenden nicht mehr einer ISBN 10 zugeordnet werden.